# Agrarinformatik
Agrarinformatik (englisch digital farming) ist eine wissenschaftliche Teildisziplin, die sich mit dem Einsatz von Informationstechnik und Elektronik in der Landwirtschaft beschäftigt. Agrarinformatik kann an manchen Universitäten als Wahlpflichtfach im Rahmen der Angewandten Informatik belegt werden. Themen der Agrarinformatik gehören außerdem auch zum Lernstoff bei der Ausbildung zum Agrarwissenschaftler.

## Themenbereiche
Wenn es um den Einsatz von Informationstechnik und Elektronik in der Landwirtschaft geht, behält man meistens einige übergeordnete Ziele im Auge, die mit diesen Begriffen umschrieben werden können: Gläserner Landwirt, Rückverfolgbarkeit, Umweltverträglichkeit, Tiergerechtheit, Cross Compliance.

### Precision Farming
Precision Farming kann als Oberbegriff für Präzisionslandwirtschaft gesetzt werden. Dieser Oberbegriff lässt sich aufteilen in Precision Agriculture (Pflanzenbau) und in Precision Livestock Farming (Tierhaltung).
Bei der Teilflächenspezifischen Bewirtschaftung (Precision Agriculture) geht es vor allem um die Unterschiede in den Wachstumsvoraussetzungen innerhalb von bewirtschafteten Flächen (Schlag). Diese sollen bei der Bodenbearbeitung mehr als bisher berücksichtigt werden. Man will dafür sorgen, dass es nirgendwo mehr zur Über- oder Unterversorgung einer Teilfläche mit Nährstoffen oder Pflanzenschutzmitteln kommt. Es soll außerdem eine automatisierbare Aufzeichnung aller Maßnahmen bei der Landbearbeitung geben, sodass der Landwirt jederzeit in der Lage ist, nachzuweisen, dass die Bewirtschaftungsmaßnahmen ordnungsgemäß erfolgt sind  und der optimierbare Einsatz von Betriebsmitteln hilft, Kosten einzusparen und gleichzeitig Umweltressourcen zu schonen.

### Verwendung von Geodaten
In den Zuständigkeitsbereich der Agrarinformatiker fällt auch der Umgang mit Geodaten. Man arbeitet am Aufbau und Ausbau von Geodateninfrastrukturen. Der Zugang zu den Daten soll für Landwirte erleichtert werden.

### Einsatz von Technik

#### GPS
Das Global Positioning System und weitere GNSS, wie Galileo, sind unabdingbare Voraussetzung um die Verortung im Pflanzenbau präzise vornehmen zu können.

#### Sensortechnik
Die Sensortechnik macht es möglich, Messwerte ohne Umwege unmittelbar zur Steuerung der Maschinen einzusetzen.
Mittels Sensoren soll die Bestandsentwicklung automatisch erfasst werden. Die Auswertung der Daten soll automatisch geschehen. Mithilfe der Auswertungsergebnisse soll im z. B. im Bereich Precision Agriculture bestimmt werden, was die angemessenen Dosierungen beim Ausbringen von Dünger sind. Sensorgesteuerte Pflanzenerkennung soll außerdem auch helfen den Einsatz von Pflanzenschutzmitteln zu reduzieren.
Bezogen auf die Tierhaltung liefern Sensor-Messungen (z. B. in Futterautomaten über die Körpertemperatur, die Aufnahmemenge von Futtermitteln oder das Gewicht) erste Hinweise auf den Gesundheitszustand des Einzeltieres.

#### Applikationstechnik im Pflanzenbau
Teilflächenspezifische Erkenntnis eines Schlages kann nicht entsprechend präzise für die Aufbringung genutzt werden, wenn nicht die Aufbringung von Dünger oder Pflanzenschutzmitteln durch entsprechende Applikatoren daran adaptiert ermöglicht werden kann.

#### Schnittstellen
Ziel ist die weitgehende optimierte Versorgung und weitgehend automatisierte und daher effiziente Prozesskettenbildung. Da die IT gestützten Prozesse in einer Kette nicht selten von unterschiedlichen Maschinen und Techniken geleistet werden müssen, sind standardisierte Schnittstellen für den ungehinderten Datentransfer zwischen den Maschinen (inkl. PC und deren Software) von enormer Bedeutung. Hier sind als wichtige Schnittstellen ISOBUS und agroXML zu nennen.

### Precision Livestock Farming
Die Bezeichnung „Precision Livestock Farming“ kann man mit „Präzisions-Tierhaltung“  übersetzen.
Während beim Precision Farming Daten über Pflanzen und Teilflächen von bewirtschafteten Flächen gesammelt werden, geht es beim Precision Livestock Farming darum, Tiere möglichst individuell und automatisiert zu füttern sowie Daten zu sammeln und auszuwerten. Man strebt danach, die Betriebskosten (beispielsweise die Futterkosten) zu senken. Da es im Precision Livestock Farming außerdem das Ziel der Rückverfolgbarkeit gibt, kommt der Tierkennzeichnung eine zentrale Bedeutung zu.

## Organisationen
Die Gesellschaft für Informatik in der Land-, Forst- und Ernährungswirtschaft (GIL) ist eine wissenschaftliche Gesellschaft zur Förderung der Agrarinformatik. Sie besteht seit 1980 als gemeinnütziger Verein, gegründet wurde sie in Freising durch die Initiative von Ludwig Reiner, Hans Geidel und Anton Mangstl.